# Neopomacentrus xanthurus
Neopomacentrus xanthurus är en fiskart som beskrevs av Allen och Randall, 1980. Neopomacentrus xanthurus ingår i släktet Neopomacentrus och familjen Pomacentridae. Inga underarter finns listade i Catalogue of Life.